# 3665 Fitzgerald
3665 Fitzgerald је астероид главног астероидног појаса са средњом удаљеношћу од Сунца која износи 2,417 астрономских јединица (АЈ).
Апсолутна магнитуда астероида је 12,6.